# Giovanni Rossignoli
Giovanni Rossignoli (Borgo Ticino di Pavia, 3 dicembre 1882 – Pavia, 27 giugno 1954) è stato un ciclista su strada italiano (da non confondere con l'omonimo prete e filosofo nato a Borgomanero il 3 settembre 1851 e morto a Novara nel 1909), professionista dal 1903 al 1927, vinse quattro tappe al Giro d'Italia.

## Carriera
Soprannominato Baslòt, vinse dieci corse tra il 1903 e il 1911, tra cui quattro tappe al Giro d'Italia, due nel Giro d'Italia del 1909, a Napoli e a Genova, una nel Giro d'Italia del 1911, a Oneglia, e una nel Giro d'Italia del 1920 quando un'invasione del pubblico nell'ippodromo di Milano impedì ai corridori di tagliare il traguardo e nove corridori vennero classificati a pari merito. Nel 1921 vinse la classifica isolati.
Partecipò a tredici Giri d'Italia, ottenendo il terzo posto nel 1909 (ma avrebbe vinto se la classifica fosse stata a tempi), il secondo posto nel 1911 ed il terzo nell'edizione a squadre del Giro d'Italia del 1912 (correndo con la Gerbi). Partecipò anche otto volte al Tour de France.

## Palmarès
- 1903 (individuale, una vittoria)

Gran Fondo-La Seicento
- 1904 (Cycles G.C.-Dunlop, una vittoria)

Milano-Genova
- 1905 (Bianchi, una vittoria)

Milano-Torino
- 1906 (Turhkeimer, una vittoria)

Milano-Mantova
- 1907 (Bianchi, una vittoria)

Coppa Val d'Olona
- 1908 (Bianchi, una vittoria)

Milano-Verona-Modena
- 1909 (Bianchi, due vittorie)

3ª tappa Giro d'Italia (Chieti > Napoli)
6ª tappa Giro d'Italia (Firenze > Genova)
- 1911 (Bianchi, una vittoria)

3ª tappa Giro d'Italia (Genova > Oneglia)
- 1920 (Bianchi, una vittoria)

8ª tappa Giro d'Italia (Trieste > Milano)

### Altri successi
- 1909 (Bianchi)

Classifica tempo Giro d'Italia

## Piazzamenti

### Grandi Giri
- Giro d'Italia

1909: 3º
1910: ritirato
1911: 2º
1912: 3º (classifica a squadre)
1913: 10º
1914: ritirato
1920: 9º
1922: ritirato
1923: 18º
1924: 8º
1925: 19º
1926: 17º
1927: 44º
- Tour de France

1904: ritirato (1ª tappa)
1908: 10º
1909: ritirato (2ª tappa)
1923: 29º
1924: 31º
1925: 19º
1926: 21º
1927: 32º

### Classiche monumento
- Milano-Sanremo

1907: 12º
1908: 7º
1909: 18º
1911: 15º
1914: 37º
1915: 7º
1919: 9º
1921: 31º
- Giro di Lombardia

1905: 2º